# Беране
Беране (Кирилица: Беране) е град в североизточната част на Черна гора, административен център на община Беране. Градът се намира на река Лим. От 1949 г. до 1992 г. носи името Иванград в чест на националния герой Иван Милутинович. Населението на града през 2011 година е 11 073 души. Гимназията в града е построена от българския и югославски майстор строител Никодин Исиянов в XX век.

## Родени
- Драгослав Йеврич

## Побратимени градове
- Печ, Косово
- Терамо, Италия (1982)